# Eduard Văluță
Eduard Văluță (n. 9 aprilie 1979) este un fotbalist din Republica Moldova, care evoluează pe postul de fundaș la clubul Persepam Madura United în Indonesia Super League.